# John Leisenring

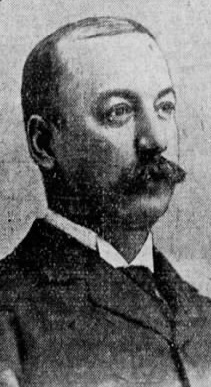
John Leisenring

John Leisenring (* 3. Juni 1853 in Ashton, Carbon County, Pennsylvania; † 19. Januar 1901 in Philadelphia, Pennsylvania) war ein US-amerikanischer Politiker. Zwischen 1895 und 1897 vertrat er den Bundesstaat Pennsylvania im US-Repräsentantenhaus.

## Werdegang
John Leisenring besuchte die öffentlichen Schulen seiner Heimat, die Schwartz’s Academy in Bethlehem und zwei weitere Schulen in New Jersey. Später wurde er Bau- und Bergbauingenieur. Er stieg in das Kohle-, Eisen- und Holzgeschäft ein und wurde dann auch noch im Bankgewerbe tätig. Im Jahr 1885 zog er nach Upper Lehigh. Gleichzeitig schlug er als Mitglied der Republikanischen Partei eine politische Laufbahn ein. In den Jahren 1894 und 1895 war er Abgeordneter im Repräsentantenhaus von Pennsylvania.
Bei den Kongresswahlen des Jahres 1894 wurde Leisenring im zwölften Wahlbezirk seines Staates in das US-Repräsentantenhaus in Washington, D.C. gewählt, wo er am 4. März 1895 die Nachfolge des Demokraten William Henry Hines antrat. Da er im Jahr 1896 auf eine weitere Kandidatur verzichtete, konnte er bis zum 3. März 1897 nur eine Legislaturperiode im Kongress absolvieren. Im Jahr 1896 nahm er als Delegierter am republikanischen Parteitag für Pennsylvania teil.
Nach dem Ende seiner Zeit im US-Repräsentantenhaus nahm John Leisenring seine früheren Tätigkeiten wieder auf. Außerdem wurde er Präsident der Firma Upper Lehigh Coal Co. Er starb am 19. Januar 1901 in Philadelphia und wurde in Mauch Chunk beigesetzt.